# Розовский, Наум Савельевич
Наум Савельевич Розовский (1898—1942) — главный военный прокурор РККА, армвоенюрист (1938), один из активных организаторов сталинских репрессий.

## Молодость
Родился в августе 1898 в местечке Мир Минской губернии в еврейской семье; его отец работал провизором.
Окончил Минское коммерческое училище. С 1915 по 1917 учился в Психоневрологическом институте.

## Революция и Гражданская война
В 1917 после Февральской революции включился в революционную деятельность и вступил в РСДРП. Вёл агитацию против войны в 3-м Сибирском армейском корпусе. Участвовал в организации выборов в Учредительное собрание.
После победы Октябрьской революции с декабря 1917 на партийной и руководящей работе в Петрограде: помощник секретаря Рождественского райкома, сотрудник Наркомнаца, секретарь агитационного отдела и заведующий информационным подотделом Петросовета.
С августа 1918 работал в органах юстиции. В августе-сентябре 1918 работал в органах ВЧК в качестве следователя и члена коллегии отдела в Костроме, где принимал участие в ликвидации эсеровских выступлений.
С октября 1918 на службе в РККА. В качестве военного юриста участвовал в Гражданской войне на Северном и Юго-Западном фронтах: член ВТ 6-й армии; председатель ВТ 54-й стрелковой дивизии 6-й армии; председатель ВТ 13-й армии. С октября 1920 участвовал в организации борьбы с бандитизмом на Украине в должности председателя ВТ Кременчугского отдела Вооружённых Сил Украины и Крыма.

## Дальнейшая служба
После войны служил председателем ВТ 25-й стрелковой дивизии, затем на той же должности в 7-м стрелковом корпусе. Затем прокурор того же корпуса и прокурор ПриВО. В апреле 1925 переведён в Главную военную прокуратуру, где на протяжении десяти лет Розовский был помощником, а затем заместителем руководителей Главной военной прокуратуры: Н. Н. Кузьмина, П. И. Павловского, М. М. Ланды, С. Н. Орловского. После смерти последнего в 1935 году Розовский был назначен исполняющим обязанности Главного военного прокурора, а в феврале 1936 утверждён в этой должности.
В период репрессий в РККА активно содействовал их проведению. В начале 1937 дал указание военным прокурорам пересмотреть прекращённые в 1935—1936 уголовные дела об авариях, катастрофах и других происшествиях под углом зрения наличия вредительства и диверсий. Во второй половине 1937 издал директиву по военным прокуратурам с указанием пересмотреть все дела, прекращённые репрессированными военными прокурорами.

## Арест и смерть
Арестован 7 сентября 1939 года как организатор и руководитель антисоветской террористической группы в Главной военной прокуратуре. 16 июня 1941 ВКВС осуждён к 10 годам ИТЛ. Умер в лагере 10 апреля 1942. Частично реабилитирован определением ВКВС от 6 декабря 1956.

## Звания
- Корвоенюрист (26.11.1935[5])
- Армвоенюрист (22.02.1938[5])

## Награды
- Орден Красной Звезды (29.08.1937) — в связи с 15-летием Прокуратуры СССР[2]